# Camelina macrocarpa
Camelina macrocarpa là một loài thực vật có hoa trong họ Cải. Loài này được Wierzb. ex Reichenb. mô tả khoa học đầu tiên.